# Netscape Navigator
Netscape Navigator fu il primo web browser grafico di successo della storia dell'informatica. Negli anni 1990 fu per un periodo il browser con la maggior quota di utenti; successivamente la sua quota si ridusse notevolmente, e già nel 2002 era quasi scomparso.
Il crollo del numero di utenti di Netscape fu una premessa fondamentale del processo antitrust contro Microsoft intentato dal governo degli Stati Uniti, nel quale la Corte dichiarò che l'abbinamento, da parte di Microsoft, di Internet Explorer con il sistema operativo Windows era una pratica commerciale monopolistica e illegale. La decisione arrivò tuttavia troppo tardi per Netscape, poiché Internet Explorer era ormai diventato il browser dominante in Windows.
Dalla versione 8 il suo nuovo nome fu Netscape Browser. L'ultima versione fu la 9: il 1º marzo 2008 AOL, la società che ne detiene i diritti, ha dichiarato la fine del progetto Netscape.

## Storia: la prima "guerra dei browser"
Il browser venne annunciato il 13 ottobre 1994 per l'iniziativa di Netscape Communications, società fondata da Jim Clark e Marc Andreessen, quest'ultimo uno degli sviluppatori che avevano creato il web browser NCSA Mosaic presso il National Center for Supercomputing Applications. La prima versione stabile venne pubblicata due mesi dopo, il 15 dicembre 1994. Chiamato inizialmente Mosaic Navigator, a seguito di problemi legali con NCSA riguardo all'utilizzo del nome fu subito rinominato Netscape Navigator. La sua impostazione ha dato il nome a uno stile grafico per il sistema operativo Linux, ed è stato fonte di ispirazione per la prima generazione di interfacce grafiche di Java. Il suo successo immediato e le capacità superiori rispetto a Mosaic lo resero per vari anni il browser di riferimento per i navigatori di Internet.
Netscape Navigator vide poi però la sua popolarità declinare progressivamente. Dalla posizione di assoluta preminenza detenuta fino al 1998, grazie sia alla mancanza di valide alternative, sia ad alcune importanti innovazioni tecniche — quale, ad esempio, l'adozione del protocollo SSL — ha perso terreno nei confronti del suo più grande rivale, Microsoft Internet Explorer. Questo aveva debuttato nel 1994 con la versione 1.0, ma all'epoca non era ancora in grado di competere con la suite di Netscape in termini di funzionalità, di precisione nella resa grafica delle pagine web, di evidenti errori nelle pagine visualizzate, di problemi di sicurezza e di velocità.
Internet Explorer era poi giunto alla versione 4.0 con notevoli miglioramenti, lo stesso numero di versione che nel frattempo aveva raggiunto Netscape, e la versione 2.0 era già fornita di serie con Microsoft Windows 95 OSR1 (uscito all'inizio del 1996). Prima di allora l'azienda di Bill Gates non ne aveva spinto la diffusione, continuando a considerarlo un modulo applicativo esterno al sistema operativo, con il proposito di venderlo separatamente con un prezzo dissociato da quello di Windows ad un'altra ditta. Tale proposito non ebbe poi mai alcuna realizzazione pratica, visto l'enorme successo della scelta della diffusione gratuita di Netscape, che aveva l'obiettivo di spingere commercialmente il Server Netscape.
Con un rovesciamento della strategia, agli inizi del 1996 con Windows 95 OSR1 Internet Explorer fu fornito di serie e poi nel giugno del 1998 con Windows 98, la Microsoft pubblicò nuove versioni di Internet Explorer tanto profondamente integrate nel sistema operativo che, a detta della stessa società di Redmond, i due prodotti erano diventati inscindibili. La presenza di un browser web come IE all'interno di ogni nuovo computer, già configurato e funzionante, decretò il pieno successo del browser di Microsoft. Allo stesso tempo sollevò molte critiche da chi riteneva l'introduzione di IE come parte del sistema operativo una mossa puramente commerciale, senza necessità tecniche, per imporre il proprio browser nel mercato sfruttando la posizione di monopolio. Nonostante la rapida evoluzione e maturazione, Internet Explorer non era all'altezza delle potenzialità di Netscape e alcuni utenti continuavano ad usare Netscape, ma la diffusione e la popolarità del browser di Microsoft divennero ben presto inarrestabili.
Nel frattempo in casa Netscape le vicissitudini societarie e la mancanza di un solido modello di business in grado di supportarne lo sviluppo, cominciarono a mettere in crisi l'azienda rallentando enormemente lo sviluppo di nuove versioni del prodotto. Diventava evidente come non fosse possibile costruire un'impresa sana e profittevole attorno al nuovo prodotto Server Netscape con la semplice pubblicità di un prodotto, il browser Netscape, distribuito gratuitamente in Internet con un concorrente come IE. Ci vollero quasi 5 anni prima che una nuova versione di Netscape, la versione 6.0, vedesse la luce. La versione 5 venne saltata integralmente per pubblicare direttamente la versione 6, basata sul codice di Mozilla. Quest'ultima versione offriva molte interessanti migliorie tecniche, tra cui un nuovo layout engine Gecko, lo stesso utilizzato dai browser della Mozilla Foundation, e alcuni strumenti utili al navigatore, tra cui la memorizzazione delle password e la gestione dei cookie. Nel complesso il nuovo browser risultava piuttosto pesante per i computer dell'epoca, richiedendo molta memoria RAM, ma offriva in cambio significativi miglioramenti in termini di fruibilità.
La versione 7.0, seguita poi dalla 7.1 e 7.2 che erano principalmente dei bug-fix, ebbe successo, ma venne sabotata dalla direzione commerciale oberata dai debiti. In queste versioni era stato aggiunto il tabbed browsing ed era stato realizzato anche qualche piccolo miglioramento; nel complesso i problemi che affliggevano la versione 6 vennero eliminati nella versione 7, ma anche quest'ultima fu poi abbandonata per mancanza di supporto dovuto alla penuria di denaro.
Il 19 maggio 2005 AOL (America On Line, all'epoca il più noto internet provider statunitense) annunciò la disponibilità di Netscape 8 che, nonostante il nome, non era più sviluppato dalla Netscape Corporation, ma si basava su un codice completamente riscritto. Gli sviluppatori avevano infatti basato Netscape su Mozilla Firefox, il browser open source che nel frattempo stava guadagnando popolarità tra gli utenti di Internet, grazie ad una serie di nuove funzionalità.

### Caratteristiche di Netscape 8
La versione finale è basata su Firefox 1.0.3, quindi, come dichiarò anche Ben Goodger di Mozilla Foundation, Netscape 8.0 contiene una falla di sicurezza poi risolta velocemente con la versione 1.0.4 del browser open source; il 23 maggio 2005 viene infatti pubblicato un piccolo aggiornamento per colmare questa lacuna. Come per Firefox, se si vuole aggiornare il browser alla versione 8.0.1 è necessario scaricare l'intero pacchetto: ogni aggiornamento infatti corrisponde ad una nuova release del software.
Il fatto che AOL abbia deciso di pubblicare Netscape 8.0 e, nel giro di poche ore, questo primo aggiornamento, è stato oggetto di molte critiche da parte degli utenti di Explorer: l'opinione comune, infatti, è che sarebbe stato meglio che AOL pubblicasse Netscape 8 con un giorno o due di ritardo ma già comprensivo della versione più aggiornata di Firefox. Presumibilmente questo è accaduto in quanto AOL prevedeva di pubblicare Netscape 8.0.1 con più calma, magari nel corso della settimana seguente, ma è stata costretta ad accelerare i tempi in seguito alla comparsa, nei giorni imminenti al lancio, di exploit capaci di sfruttare tutte e tre le falle di Firefox 1.0.3.
A parte questo intoppo iniziale, Netscape 8 apporta diverse nuove funzionalità. La novità più originale, e forse interessante, rispetto a Firefox è costituita, come detto prima, dal nuovo motore di rendering. Esso garantisce, infatti, una gestione avanzata di ogni sito web, permettendo di scegliere quale layout engine usare: Gecko-Firefox o Internet Explorer. In questo modo è possibile utilizzare il "classico" motore Gecko oppure le tecnologie messe a disposizione da Microsoft per Internet Explorer, in modo da risolvere i problemi di visualizzazione di siti "ottimizzati per Internet Explorer". Questa fruizione delle caratteristiche di Internet Explorer consente inoltre di utilizzare le tecnologie ActiveX. Questa scelta sollevò diverse polemiche da parte dei detrattori di Internet Explorer, perché non si riteneva corretto adeguarsi, con l'utilizzo di tale tecnologia, alla proliferazione di siti ottimizzati per un unico browser e di fatto sostenere lo sviluppo e la predominanza di Microsoft.
Questa compatibilità con Internet Explorer aveva inoltre comportato l'abbandono della filosofia multipiattaforma che era tipica dei prodotti Netscape. La versione 8 infatti è installabile solo su sistemi Windows, e soprattutto, se si vogliono sfruttare le caratteristiche di Explorer, richiede che quest'ultimo sia installato nella sua ultima versione, la 6. Pochi giorni dopo l'uscita di Netscape 8.0.1 viene rilevato un altro fastidioso bug che impedisce l'utilizzo di Internet Explorer dopo l'installazione del nuovo browser. In pratica Netscape andava a corrompere una chiave del registro di Windows bloccando il caricamento dei siti da parte del browser della Microsoft. Dopo circa un mese, comunque, la nuova versione 8.0.2 ha risolto questo problema. L'ultima versione disponibile è la 8.0.3.1 che si basa su Firefox 1.0.5 ed elimina inoltre quattro bug di sicurezza, alcuni relativi alla stabilità e uno inerente alla errata gestione della cronologia.
Oltre alla caratteristica appena citata, la nuova versione consente inoltre di specificare il profilo di sicurezza di ogni sito, attivandone o disattivandone le caratteristiche a rischio, grazie ad un database sempre aggiornato. Questa funzionalità viene offerta automaticamente dal browser che blocca i siti non sicuri. In pratica è prevista la gestione da parte di AOL di una blacklist contenente siti noti per attività di phishing, spyware e diffusione virus: qualora l'utente voglia visitare tali indirizzi sarà avvisato da un apposito messaggio.
Altre novità introdotte sono:
- MultiBar: Possibilità di accorpare più barre degli strumenti in un unico pulsante
- Live Content: Interfaccia ai servizi di Netscape.com
- Form Fill/Passcard: Strumento di salvataggio dei dati delle form e delle password
- Contenuti Live: lettore RSS

### Novità di Netscape 8.1a
Dopo quasi 8 mesi dalla pubblicazione di Netscape 8, AOL ha pubblicato, il 26 gennaio 2006, la versione 8.1 che comprende una serie di patch atte a risolvere bug vari scoperti nei mesi precedenti, e alcune migliorie.
Viene introdotta una nuova funzionalità che verifica automaticamente i file scaricati dall'utente tentando di riconoscerne quelli malevoli (spyware, adware). Tale caratteristica può essere estesa a monitorare l'intero hard disk utente per una maggiore sicurezza. Il nuovo Dynamic Security Center funziona quasi come un "pannello di controllo", da cui si possono personalizzare tutti i tipi di azioni e filtri del browser. Ritorna una funzionalità già presente nelle vecchie versioni, ovvero la possibilità per più utenti di collegarsi attraverso profili differenti avendo a disposizione ciascuno i propri preferiti e le proprie impostazioni. Altre migliorie sono presenti in tutto il programma e riguardano in particolare la maggiore semplicità d'utilizzo e un migliore supporto alle applicazioni web (miglior rendering dei siti e supporto RSS migliorato).

### L'uscita di Netscape 9 e la fine del progetto
Ad ottobre 2007 viene pubblicato Netscape 9, basandolo finalmente sulla versione 2.x di Mozilla Firefox. Tra le funzionalità introdotte il Link Pad, una finestra a scomparsa dove trascinare le URL da valutare per poi aggiungerle con calma ai segnalibri; raggiunta maggiore compatibilità con le estensioni di Firefox; presente anche una cronologia per le ultime schede chiuse e altre migliorie. Rispetto alla versione 8, il programma è nuovamente compatibile con Mac OS X e Linux.
Il 28 dicembre 2007, nel blog ufficiale del browser, viene però annunciata la fine del progetto per il primo febbraio 2008. AOL dichiara che, nonostante i piccoli sforzi compiuti per rilanciare il marchio Netscape contro lo storico rivale Microsoft Internet Explorer, il progetto non è riuscito a raggiungere gli obiettivi preposti, invitando gli utenti Netscape ad adottare come browser preferito Firefox o Flock, che hanno volontà di crescere e soldi a disposizione. La data di fine del supporto è stata successivamente posticipata e a partire dal 1º marzo 2008 il software non è più ufficialmente supportato.

## Cronologia delle versioni
Molte versioni sono ancora disponibili nel web
- Mosaic Netscape 0.9 - 13 ottobre 1994 [2]
- Netscape Navigator 1.0 - 15 dicembre 1994
- Netscape Navigator 2.0 - 18 settembre 1995
- Netscape Navigator 3.0 - 19 agosto 1996
- Netscape Navigator 3.04 - 4 ottobre 1996
- Netscape Navigator 4.0 - giugno 1997
- Netscape Navigator 4.06 - 17 agosto 1998
- Netscape Navigator 4.08 - 9 novembre 1998 (Ultimo Navigator indipendente dal pacchetto; Ultimo Netscape per Windows a 16 bit e Macintosh a 68k)
- Netscape Communicator 4.5 - 19 ottobre 1998
- Netscape Communicator 4.61 - 14 giugno 1999
- Netscape Communicator 4.7 - 30 settembre 1999
- Netscape Communicator 4.79 - 2001
- Netscape Communicator 4.8 - 22 agosto 2002
- Netscape 6.0, 6.01 - 14 novembre 2000 (Basato su Mozilla M18; Primo ad usare il codice di Mozilla)
- Netscape 6.1 - 8 agosto 2001 (Basato su Mozilla 0.9.2.1)
- Netscape 6.2, 6.2.1, 6.2.2, 6.2.3 (Basato su Mozilla 0.9.4.1)
- Netscape 7.0 - 29 agosto 2002 (Basato su Mozilla 1.0.1)
- Netscape 7.01 - 10 dicembre 2002 (Basato su Mozilla 1.0.2)
- Netscape 7.02 - 18 febbraio 2003 (Basato su Mozilla 1.0.2)
- Netscape 7.1 - 30 giugno 2003 (Basato su Mozilla 1.4)
- Netscape 7.2 - 17 agosto 2004 (Basato su Mozilla 1.7)
- Netscape Browser Prototype 0.5.6+ (Beta - limitato ai tester) - 30 novembre 2004 (Basato su Mozilla Firefox 0.9.3)
- Netscape 8.0 (versione finale) - 19 maggio 2005 (Basato su Mozilla Firefox 1.0.3)
- Netscape Browser 8.0.1 - 23 maggio 2005 (Basato su Mozilla Firefox 1.0.4)
- Netscape Browser 8.0.2 - 17 giugno 2005
- Netscape Browser 8.0.3.1 - 26 luglio 2005 (Basato su Mozilla Firefox 1.0.5)
- Netscape Navigator 9.0.0.0 - ottobre 2007 (Basato su Mozilla Firefox 2.0.0.7)
- Netscape Navigator 9.0.0.1 - ottobre 2007 (Basato su Mozilla Firefox 2.0.0.8)
- Netscape Navigator 9.0.0.2 - ottobre 2007 (Basato su Mozilla Firefox 2.0.0.8)
- Netscape Navigator 9.0.0.3 - novembre 2007 (Basato su Mozilla Firefox 2.0.0.9)
- Netscape Navigator 9.0.0.4 - 28 novembre 2007 (Basato su Mozilla Firefox 2.0.0.10)
- Netscape Navigator 9.0.0.5 - 10 dicembre 2007 (Basato su Mozilla Firefox 2.0.0.11)
- Netscape Navigator 9.0.0.6 - 20 febbraio 2008 (Basato su Mozilla Firefox 2.0.0.12)